# داليدا خليل
داليدا أنطوان خليل (بالإنجليزية: Dalida Khalil)(ولدت في 16 فبراير 1988)، هي ممثلة ومغنية لبنانية. بدأت مسيرتها التمثيلية عام 2007 بمشاركتها في مسلسل لبناني بعنوان "فيفتي فيفتي". منذ ذلك الحين، شاركت في أكثر من عشرين مسلسلًا أهمها «حلوة وكذابة» سنة 2013 ومسلسل دوائر حب سنة 2015. حصلت على جائزة الموريكس دور كأفضل ممثلة صاعدة عام 2012. لاحقًا، بدأت مسيرتها الغنائية وأصدرت أول أغنية لها بعنوان "وردي ووردي" في عام 2018.

## حياتها
وُلدت داليدا خليل عام 1988 في بلدة مزرعة النهر، التابعة لقضاء زغرتا في شمال لبنان لعائلة مسيحية. لديها ثلاث شقيقات هن ساندي خليل، كريستيل خليل، وديالا خليل. وهي ابنة شقيق الفنانة اللبنانية الشهيرة لورا خليل.
شاركت شقيقتها ساندي خليل معها في عدد من الأعمال التلفزيونية، من أبرزها مسلسل "ذكرى" عام 2011 ومسلسل "دقة قلب" عام 2010. أكملت داليدا دراستها الجامعية وحصلت على إجازة في التمثيل من أكاديمية الفنون، وبرزت من خلال دورها في مسلسل "حلوة وكذابة" الذي حقق لها شهرة واسعة.
رغم النجاح السريع الذي حققته، بقيت داليدا خليل مرتبطة بجذورها الشمالية وبأسرتها الصغيرة التي اعتنت بها وأعالتها بعد وفاة والدها المفاجئة.

## مسيرتها الفنية
كانت بدايتها الفنية سنة 2007 في مسلسل (فيفتي فيفتي) تأليف: نبيل عساف وجيسكار لحود وإخراج إيلي غريب. وتتالت لها مجموعة من الأعمال الناجحة التي كان أبرزها مسلسلات: «الطائر المكسور» 2008، «سعاد ونهاد» 2009، «لأنه الحب» 2009، «ماتر ندى» تأليف سمية الشمالي - إخراج غادة دغقل - إنتاج مروى جروب، «أجيال» سيناريو كلوديا مرشيليان - إخراج فيليب أسمر 2010، «دقة قلب» 2010، «ذكرى» 2011، «أول مرة» 2012، «حلوة وكذابة» تأليف كارين رزق الله - إخراج سيف الشيخ نجيب، «العشق المجنون» 2013، «حبيب ميرا» تأليف كلود صليبا - إخراج سيف شيخ نجيب - سيزار حاج خليل 2014، دوائر حب تأليف سوسن قابسي - محمود دسوقي - إخراج أياد الخزوز - محمد العلمي 2015.
وكان لها أيضًا مشاركة في رمضان 1436 هـ كضيفة شرف في مسلسل العراب سيناريو حازم سليمان - ماريو بوزو، إخراج المثنى صبح، بطولة عاصي الحلاني. كما أنها أبدعت بالتراجيديا في مشاركتها بطولة مسلسل 'أمير الليل 'سنة 2016-2017 من كتابة منى طايع وإخراج فادي حداد ثم إيلي برباري مع البوب ستار رامي عياش ونخبة من ممثلين الطبقة الأولى ومنهم: بيتر سمعان، أسعد رشدان، هيام أبو شديد، ميس حمدان وغيرهم.  وكانت بداية الشهرة الحقيقية للنجمة داليدا خليل التي عرّفتها بالجمهور بشكل كبير وواسع، في المسلسل اللبناني «حلوة وكذابة» مع الفنان زياد برجي الذي كانت لها معه بطولات مشتركة عدة أبرزها مسلسل «حلوة وكذابة» و«فيلم حلوة كتير وكذابة» و«حبيب ميرا».
وساهم في شهرتها على مستوى الوطن العربي بطولتها في مسلسل دوائر حب 2015 الذي قدّمها للمشاهد العربي مع المخرج إياد الخزوز. وضم المسلسل عددًا كبيرًا من نجوم الوطن العربي أبرزهم: داليدا خليل - رجاء الجداوي - إبراهيم الحربي - هشام مجدي - يعقوب عبد الله - شيماء سبت - ياسر المصري - منذر رياحنة - صمود - محمد نور مغني - جيسي عبدو - تارا عماد - عبد الله السيف - رجائي قواس - علا ياسين - آدم - خلود عيسى - سماح غندور. ولفتت الأنظار أكثر بعد مشاركتها في البرنامج الشهير الرقص مع النجوم - رقص النجوم (الموسم الثالث) مع الراقص السوري عبدو دلول، حيت استطاعت الوصول إلى النهائيات مع مواطنها الفنان أنطوني توما واحتلت المرتبة الثانية بنسبة 39.3%.

### ملكة جمال الشمال
كانت النجمة داليدا خليل على أبواب دخول الجامعة عند تتويجها بلقب ملكة جمال الشمال من قرية صغيرة في قضاء زغرتا الزاوية، من مزرعة النهر إلى عرش الشمال. الحفل كان في قصر النجوم إهدن وبإشراف وزارة السياحة، واللجنة الحكم كانت تضم الإعلاميات ماغي فرح وفيرا يمين وريما نجيم والممثلة إلسي فرنيني والصحافي أنطوان فرنسيس ومقدّم الحفل الإعلامي روبير فرنجية الذي أعلن بفرح داليدا خليل ملكة جمال الشمال. توجت النجمة داليدا خليل ملكة جمال الشمال صيف 2003. «داليدا خليل ملكة الأمس نجمة الدراما اليوم» حافظت على لقب ملكة جمال الشمال لمدة 12 سنة على التوالي حتى العام 2015 حيث سلمت تاج ملكة جمال الشمال لمواطنتها باسكال دغيم ملكة جمال الشمال الجديدة لسنة 2015، وقالت داليدا خليل إنه كفاها احتفاظا بالتاج لمدة 12 سنة.

### التجربة السينمائية
بدأت داليدا خليل مجال التمثيل السينمائي سنة 2013 بفيلم «حلوة كتير وكذابة» الذي كان يناقش قصة فتاة تكذب كثيرًا على من حولها، وتقع لاحقًا بحب فنان مشهور، وتدور الأحداث في إطار رومنسي كوميدي. الفيلم حقق نجاحًا كبيرًا وكان يشاركها البطولة الفنانون زياد برجي وجورج دياب وجيسي عبدو ورانية عيسى ووسام فارس. قدمت داليدا في هذا الفيلم أغنية واحدة «إنت حبيب القلب».
ويعتبر هذا الفيلم أولى تجاربها السينمائية وهو من تأليف كارين رزق الله وإخراج سيف الشيخ نجيب وإنتاج مروى غروب وهو عبارة عن دراما رومانسية.

### برنامج فيرقص النجوم
عُرض البرنامج مساء يوم الأحد على قنوات MTV اللبنانية والنهار المصرية وFox Movies. قدم الحفل الإعلاميان كارلا حداد ووسام بريدي، بينما تكوّنت لجنة التحكيم من خبراء بارزين في مجال الرقص: دارين بينيت، ميرا سماحة، ربيع نحّاس، ومازن كيوان.
برزت داليدا خليل بأدائها المميز مع شريكها الراقص المحترف عبدو دلول، وهو من الجنسية السورية. وقد حققت المركز الثاني بنسبة تصويت بلغت 39.3%.
تضمنت قائمة النجوم المشاركين أسماءً لامعة مثل: كارمن لبس، ريما فقيه، داليدا خليل، ليلى بن خليفة، جاين قنصل، أمينة أشرف، رين أشقر، غابريال يمّين، روني فهد، أنطوني توما، محمد عطية، إبراهيم سعيد، وجان بول بيطار.

### التجربة الغنائية
بدأت داليدا خليل مسيرتها الغنائية عام 2009 بالتعاون مع شركة مروان غروب، حيث أطلقت أولى أغنياتها بعنوان "شو أخد معك"، التي كانت أغنية الشارة لمسلسل "لأنه الحب"، من بطولتها. حظيت الأغنية بنجاح كبير وحققت شهرة واسعة.  
في عام 2012، أطلقت أغنية "أول مرة" التي عُرضت كشارة ختام لمسلسل يحمل نفس الاسم "أول مرة".  
شهد عام 2013 نقطة تحول في مسيرتها الغنائية، حيث انتقلت من الغناء كهاوية إلى الاحتراف. أصدرت خلال هذا العام أغنية "إنت حبيب القلب" بمشاركة الفنان زياد برجي، والتي كانت ضمن أحداث فيلم "حلوة كتير وكذابة".  
لاحقًا، أطلقت أغنية أخرى بعنوان "ما بقى تقلي اعشقها" بالتعاون مجددًا مع زياد برجي، والتي كانت شارة مسلسل "حبيب ميرا".

## أخرى
- شاركت داليدا خليل في بطولة الأغنية المصورة "شوفيها لو" أو "مدري من وين"، وهي أغنية تهدف لتحقيق حلم فتاة مصابة بمرض السرطان. كتبت كلمات الأغنية بواسطة ساندرين شقير، ولحنها جوي أبي اللمع، بينما تولى ألبرت سمعان توزيع الموسيقى وأخرج الكليب إميل الزعني. حمل الكليب شعار "Your Wish Comes True With Us" أو "أمنيتك تتحقق معنا"، حيث كانت الفتاة التي تبلغ من العمر 14 عامًا تتمنى لقاء داليدا خليل، فكانت الفكرة أن تشارك داليدا في هذا العمل وتحقق حلمها.

- في 27 نوفمبر 2015، تم الإعلان عن داليدا خليل كسفيرة لعلامة FashionTV Eyewear التجارية. تعد FashionTV Eyewear من أبرز وأحدث العلامات التجارية في مجال النظارات، حيث اكتسحت الأسواق العالمية بأكثر من 100 تصميم مميز. هذه المجموعة مستوحاة من شخصيات بارزة مثل Marilyn Monroe، Lady Gaga، Lady Diana، و President Michael Adams، وهي تعكس أسلوب حياة النخبة والفخامة. جاء اختيار داليدا خليل لتكون سفيرة لهذه العلامة التجارية نظرًا لعدة عوامل، أهمها رؤيتها الشاملة للتجدد، وشخصيتها الإيجابية والمحبوبة من الجمهور، مما جعل تناغم شخصيتها مع تصاميم نظارات FashionTV الحيوية أمرًا طبيعيًا.

## أعمالها الفنية

### المسلسلات
| اسم المسلسل         | سنة الإنتاج | الشخصية                 |
| ------------------- | ----------- | ----------------------- |
| فيفتي فيفتي         | 2007        |                         |
| الطائر المكسور      | 2008        |                         |
| نهاد وسعاد          | 2009        |                         |
| لأنه الحب           | 2009        | زينة                    |
| دقة قلب             | 2010        |                         |
| ماتر ندى            | 2010        | نور                     |
| أجيال الجزء الأول   | 2010        | ميرا                    |
| أجيال الجزء الثاني  | 2010        | ميرا                    |
| التبني              | 2011        |                         |
| المساكنة            | 2011        |                         |
| ذكرى                | 2011        | لين                     |
| أول مرة             | 2012        | جنى                     |
| حلوة وكذابة         | 2013        | داليدا                  |
| العشق المجنون       | 2013        | ياسمين                  |
| حبيب ميرا           | 2014        | ميرا                    |
| دوائر حب            | 2015        | سالي                    |
| العراب              | 2015        | حبيبة عبد المنعم عمايري |
| أمير الليل          | 2017-2016   | أميرة فرح               |
| سكت الورق           | 2018        | لين                     |
| 50 ألف              | 2018        | ميا                     |
| سر                  | 2020        | تالين                   |
| اسود                | 2019        | كارن                    |
| بارانويا            | 2021        |                         |
| تحت الأرض: موسم حار | 2025        | نازك                    |

### أغاني منفردة
- أغنية (إنت حبيب القلب) ديو مع زياد برجي ضمن أحداث فيلم «حلوة كتير وكذابة».
- أغنية (ما بقى تقلي اعشقها) ديو مع زياد برجي مقدمة مسلسل «حبيب ميرا».
- أغنية (شو أخد معك) مقدمة مسلسل «لأنه الحب».
- أغنية (أول مرة) تيتر النهاية لمسلسل «أول مرة».
- أغنية (وردة ووردة).
- أغنية (مودي عالي)، ديسمبر 2021 [5]

## وصلات خارجية
- داليدا خليل على موقع IMDb (الإنجليزية)
- داليدا خليل على موقع قاعدة بيانات الأفلام العربية

- داليدا خليل من موقع النشرة الفنية
- داليدا خليل من موقع Music Nation
- داليدا خليل من موقع موقع بصراحة
- داليدا خليل من موقع أنا زهرة
- داليدا خليل من موقع الجرس
- داليدا خليل من مجلة سيدتي
- داليدا خليل من جريدة النهار